# Memorie della Reale Accademia delle Scienze di Torino
Memorie della Reale Accademia delle Scienze di Torino (abreviado Mem. Reale Accad. Sci. Torino) es una revista con ilustraciones y descripciones botánicas que es editada en Turín. Se publicó la 1.ª serie desde el año 1818 hasta 1838 y la 2.ª serie desde 1839 hasta ahora. Fue precedida por Mémoires de l'Academie Royale des Sciences de Turin.